# Trixoscelis vikhrevi
Trixoscelis vikhrevi är en tvåvingeart som beskrevs av Woznica 2007. Trixoscelis vikhrevi ingår i släktet Trixoscelis och familjen myllflugor.
Artens utbredningsområde är Turkiet. Inga underarter finns listade i Catalogue of Life.